# Cygnus CRS OA-4
Cygnus CRS OA-4, conosciuta anche come Orbital ATK 4 e CRS Orb-4, è stata una missione spaziale privata di rifornimento per la Stazione spaziale internazionale, programmata da Orbital ATK per la NASA nell'ambito del programma Commercial Resupply Services, e decollata il 6 dicembre 2015.
Dato lo stop allo sviluppo dei razzi vettore Antares 100 seguito al fallimentare lancio della missione Cygnus CRS Orb-3, il vettore utilizzato dalla CRS OA-4 è stato un Atlas V, il quale ha portato in orbita il veicolo cargo Cygnus, costituito in questo caso dalla capsula S.S. Deke Slayton II, comprendente il modulo per immagazzinamento pressurizzato costruito da un partner industriale di Orbital ATK, la Thales Alenia Space.
La CRS OA-4 è stata la quinta missione orbitale del veicolo spaziale Cygnus, la quarta delle quali avente come cliente la NASA.

## Modulo di servizio

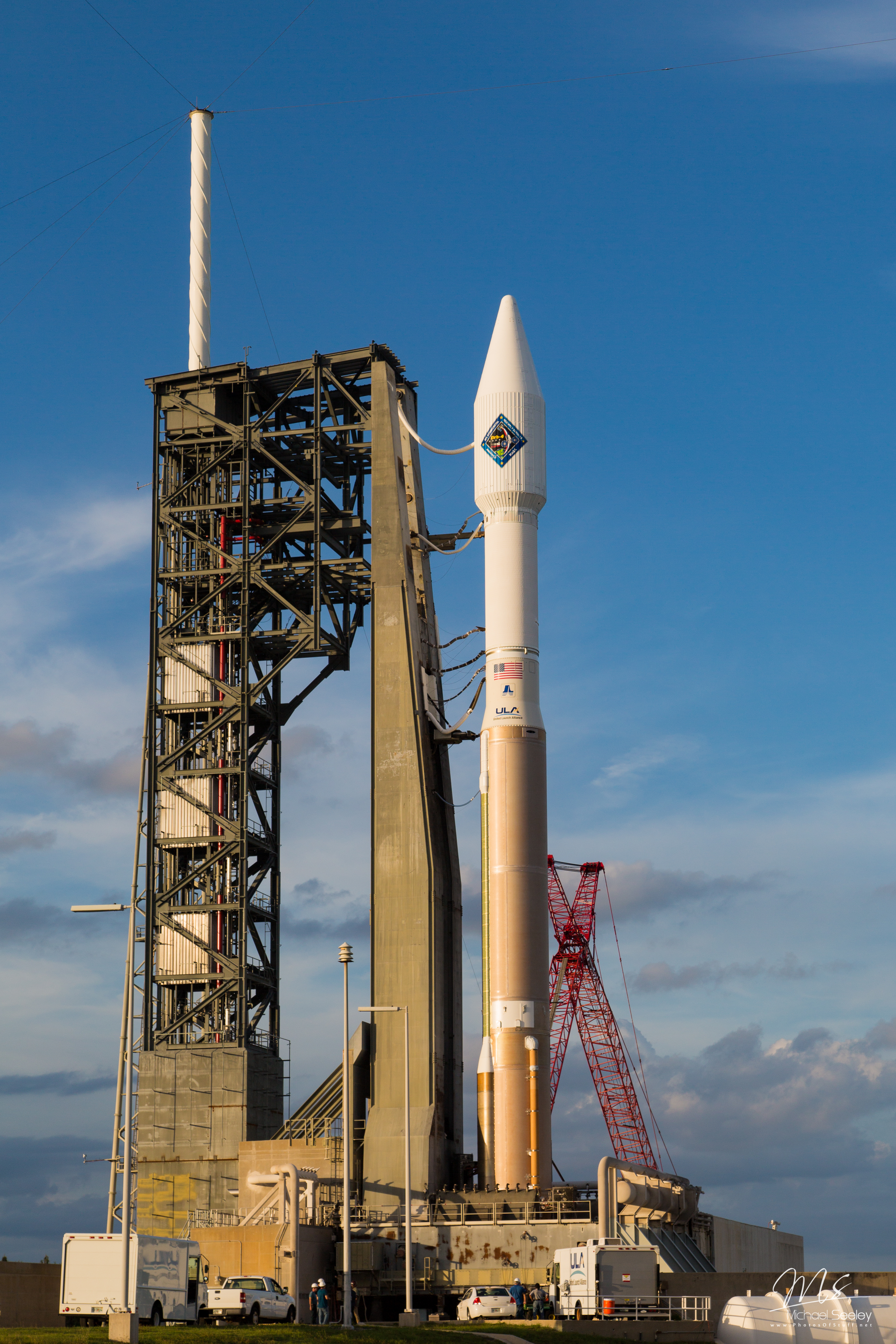
Il razzo Atlas V mentre decolla dal sito di lancio 41 con a bordo la navetta Cygnus della missione CRS OA-4.

La missione CRS OA-4 è stata effettuata con una nuova versione della navetta Cygnus, una versione avente un volume di carico maggiore del 25% rispetto alla precedente, che è stata utilizzata qui per la prima volta. Questa è stata anche la prima volta in cui la missione è stata mandata in orbita utilizzando un Atlas V, in particolare un modello della versione 401 del razzo vettore, ossia un lanciatore della United Launch Alliance e non della stessa Orbital ATK. Tale scelta si era resa necessaria dopo l'insuccesso del lancio della missione Cygnus CRS OA-03, che aveva portato alla decisione di Orbital ATK di fermare lo sviluppo della serie di lanciatori Antares 100, concentrandosi invece sullo sviluppo della nuova serie di Antares 200, utilizzando nel frattempo altri tipi di lanciatori.
Come da tradizione della Orbital ATK, il modulo è stato battezzato S.S. Deke Slayton II, in onore dell'astronauta statunitense Donald "Deke" Slayton, uno dei primi sette astronauti americani scelti e presentati al pubblico il 9 aprile del 1959, morto nel 1993. Il "II" nel nome del modulo è dovuto al fatto che già il precedente modulo andato distrutto nella già citata missione CRS Orb-3 era stato intitolato a Deke Slayton.

## Lancio e svolgimento della missione
La missione Cygnus CRS OA-4 era stata programmata per partire il 3 dicembre 2015 ma, a seguito di una serie di posticipazioni dovute al maltempo, riuscì a partire solo il 6 dicembre. Il lancio del razzo Atlas V della United Launch Alliance (ULA) avvenne alle 21:44:57 UTC dal complesso di lancio 41 della base di lancio di Cape Canaveral e si trattò, al tempo, del lancio con il carico più pesante mai effettuato da un Atlas V.
Il 9 dicembre 2015 il modulo di servizio Cygnus, con a bordo la capsula pressurizzata per immagazzinamento costruita dalla Thales Alenia Space, ha raggiunto la ISS ed ha iniziato a condurre una serie di manovre per regolare la propria velocità, altitudine e orientazione con quella della stazione spaziale. Dopo aver raggiunto il punto di cattura, alle 11:19 UTC il veicolo è stato preso dal Canadarm2, manovrato dall'astronauta statunitense Kjell Lindgren, e infine, alle 14:26 UTC, è stato agganciato al modulo Unity.
Il modulo Cygnus della missione è rimasto agganciato alla ISS per 71 giorni, 20 ore e 12 minuti. Il 19 febbraio 2016, il modulo è stato agganciato dal Canadarm2 e sganciato dal modulo Unity alle 10:38 UTC, e infine, alle 12:26 UTC dello stesso giorno, il modulo di servizio è stato liberato.
Dopo una serie di manovre atte ad allontanarlo dalla stazione spaziale, il Cygnus ha effettuato due accensioni di pochi minuti in previsione del suo rientro in atmosfera, avvenuto il 20 febbraio 2016 alle 16:00 UTC nei cieli dell'Oceano Pacifico.

## Carico
La missione CRS OA-4 ha portato in orbita un carico totale di 3.513 kg (involucro compreso) di materiale pressurizzato destinato all'interno della Stazione Spaziale Internazionale.
In particolare il carico era così composto:
- Carico destinato all'interno della ISS: 
  - Esperimenti scientifici: 847 kg
  - Rifornimenti per l'equipaggio: 1.181 kg
  - Hardware per la stazione spaziale: 1.007 kg
  - Equipaggiamenti per le attività extraveicolari: 227 kg
  - Risorse informatiche: 87 kg

Tra il materiale per esperimenti scientifici trasportato sulla ISS vi erano il primo microsatellite della NanoRacks destinato ad essere lanciato dalla ISS con l'apposito lanciatore prodotto sempre dalla Nanoracks, l'esperimento BASS-M (Burning and Suppression of Solids - Milliken), volto a valutare l'effetto di ritardante di fiamma di alcuni trattamenti effettuati su materiali tessili in condizioni di microgravità, e un nuovo sistema di incubazione per lo sviluppo e la coltura di forme di vita denominato SABL (The Space Auotmated Bioproduct Lab).